# Mercedes (ort i Costa Rica, San José)
Mercedes är en ort i Costa Rica.   Den ligger i provinsen San José, i den sydöstra delen av landet, 90 km sydost om huvudstaden San José. Mercedes ligger 597 meter över havet och antalet invånare är 5 467.
Terrängen runt Mercedes är kuperad åt sydost, men åt nordväst är den platt. Runt Mercedes är det ganska tätbefolkat, med 72 invånare per kvadratkilometer. Närmaste större samhälle är San Isidro, 18,1 km nordväst om Mercedes. Omgivningarna runt Mercedes är en mosaik av jordbruksmark och naturlig växtlighet.